# Eclogita

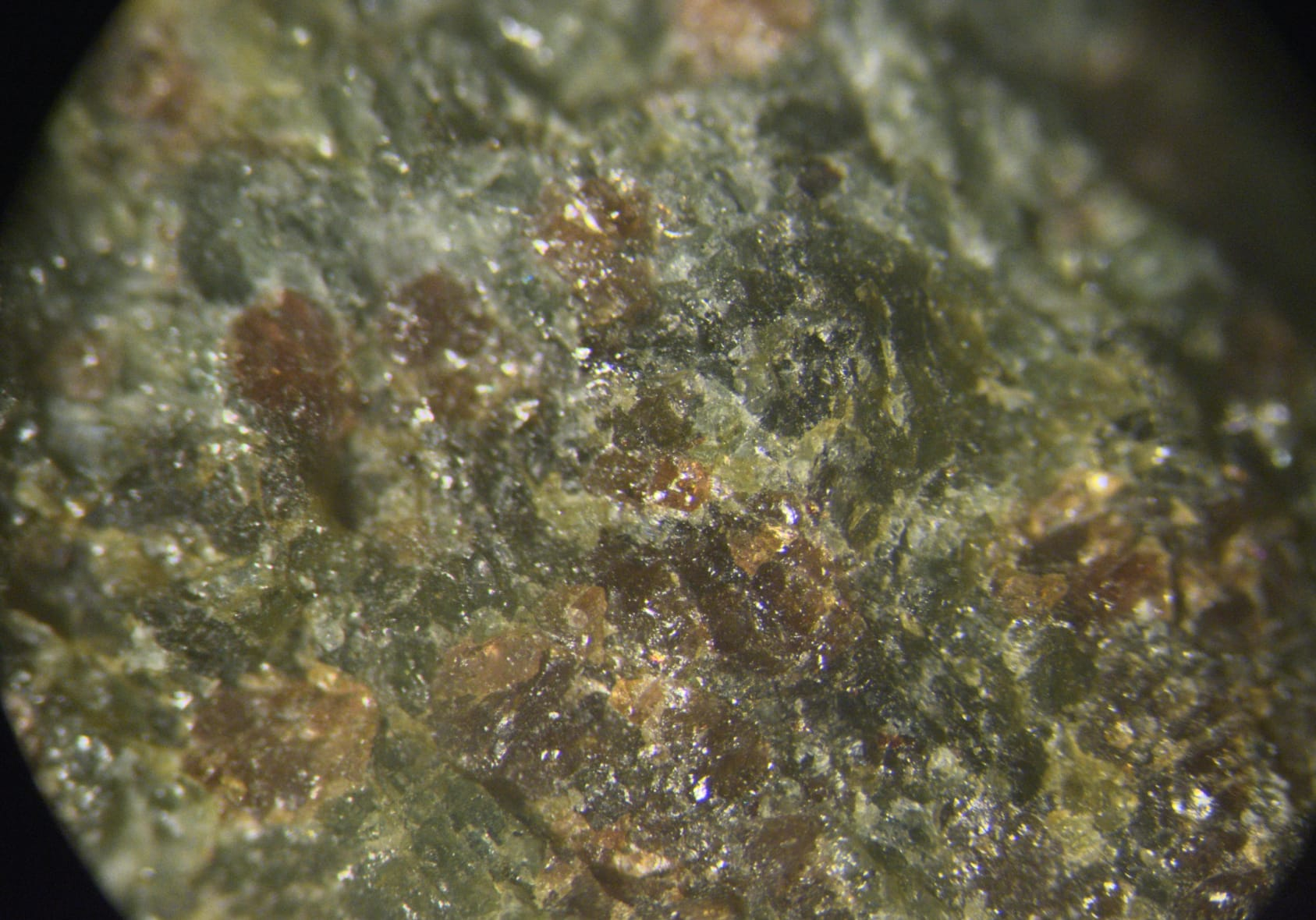
Eclogita, estructura observada en lupa.

La eclogita es una roca metamórfica máfica de grano grueso de composición basáltica que tiene un especial interés en geología por dos motivos: 1) porque se forma a profundidades (presiones) mayores que las típicas de la corteza terrestre; y 2) porque al ser una roca inusualmente densa, juega un papel importante en la isostasia y en facilitar la convección.

## Origen
La eclogita resulta generalmente del metamorfismo de alta presión de roca ígnea (generalmente basalto o gabro) cuando ésta penetra en el manto terrestre en una zona de subducción o en una zona de colisión continental. También se pueden formar a partir de magma que cristaliza y enfría en el manto o en la parte inferior de la corteza.

## Facies eclogita
La facies eclogita está determinada por la temperatura y presión requeridas para metamorfizar las rocas basálticas y llevarlas al ensamblaje eclogita. El típico ensamblaje de la eclogita es el granate con clinopiroxeno (omfacite).
Las eclogitas registran presiones de más de 1,2 GPa (45 km de profundidad) a 400-1000 °C, a menudo a más de 600 °C. Es por tanto un metamorfismo de alta presión y temperatura media-alta.
Las eclogitas que contienen lawsonita (un silicato hidratado de calcio-aluminio) están raramente expuestas en la superficie de la Tierra pues se forman en zonas de subducción normal en la corteza oceánica a profundidades de ~ 45-300 km. Representan por tanto condiciones inusuales de exhumación.
La facies eclogita es la de mayor presión.

## Importancia de la eclogita
Al formase sólo a profundidades de más de 35 km, la presencia de eclogita da información sobre procesos tectónicos que tienen lugar en el manto y la corteza inferior. La eclogita que alcanza la superficie de la Tierra es inestable y a menudo se produce metamorfismo retrogradante a anfibolita o granulita durante la exhumación.

## Aparición de la eclogita
Los fragmentos de eclogitas más antiguos encontrados hasta ahora tienen una edad de 3 200 millones de años. El hecho de que los eclogites raramente o nunca se originaron antes de esto es probablemente debido al manto entonces era mucho más caliente.
Los aparición eclogita más grandes de Europa Central están en el área de Münchberg gneis. La ocurrencia más grande es el Weissenstein cerca de Stammbach en Alemania. Las rocas iniciales de los eclogos de la masa de gneis de Münchberg fueron volcánicas submarinas que se formaron en el precámbrico alrededor de 570 millones de años (Ma).
Los eclogites alpinos en la parte central de los Alpes se representan como relativamente jóvenes en alrededor de 100 Ma.
En el Himalaya, se encontraron eclogas muy jóvenes en la parte norte del Valle de Kaghan (Pakistán) y en la parte noroeste de Jammu-Cachemira en India, en Tso Morari. Las dataciones mostraron una edad Eocena de 47 millones de años antes de hoy. Dado que se puede suponer que el hundimiento del material cortical indio bajo Eurasia y la formación de eclogitas ha tenido lugar con la colisión continente-continente, los aproximadamente 47 millones de años también deben considerarse como la edad del Himalaya noroccidental.
Los eclogitas más jóvenes con una edad de apenas 4,3 Ma (incertidumbre ± 0,4) fueron descubiertos en 2004 en el este de Papúa Nueva Guinea.
Existen xenolitos de eclogitas en las minas de diamante de África, Rusia y Canadá.

## Petrogénesis de la eclogita y el basalto
La peridotita es la roca más frecuente del manto superior y la que con más frecuencia sirve de roca fuente de los magmas. La fusión de la eclogita para producir magma es difícil de acuerdo con la petrología moderna. Serían necesarias proporciones poco razonables (cercanas al 100%) de fusión parcial para producir magmas basálticos, mientras que una peridotita requiere sólo una fusión del 1 al 25%.
Por tanto, el basalto se forma generalmente como fusión parcial de peridotita a 20-120 km de profundidad. La eclogita es más densa que la astenosfera circundante y suele haberse enfriado al llegar a una zona de subducción, por lo que es arrastrada a grandes profundidades sin fundirse. Si un flujo de convección mantélica devuelve esa eclogita, junto con peridotita, a la superficie, la primera se fundirá antes por decompresión. En estas circunstancias la eclogita puede convertirse en parte de los magmas producidos en plumas mantélicas.